# Port lotniczy Kikori
Port lotniczy Kikori (IATA: KRI, ICAO: AYKK) – port lotniczy zlokalizowany w mieście Kikori, w Papui-Nowej Gwinei.